# Закон Руський
«Зако́н Ру́ський» — система звичаєвого права, що діяла в Київській Русі у 9-11 століттях. «Закон Руський» покладено в основу «Руської Правди», яка була дальшим його розвитком і доповненням. «Закон Руський» являв собою досить розвинену для свого часу правову систему і регулював питання кримінального, процесуального, спадкового і цивільного права.
Основною рисою кримінального права була заміна кровної помсти викупом (вира), що збирався князем та його адміністрацією, і винагородою (головщина), що давалася потерпілому або його родичам. На «Закон Руський» є посилання у договорах київських князів з греками 907, 911, 944 років.